# 1831
- Wikisource

| Calendário gregoriano                                                        | 1831 MDCCCXXXI                       |
| Ab urbe condita                                                              | 2584                                 |
| Calendário arménio                                                           | 1280 – 1281                          |
| Calendário bahá'í                                                            | -13 – -12                            |
| Calendário budista                                                           | 2375                                 |
| Calendário chinês                                                            | 4527 – 4528 Início a 13 de fevereiro |
| Calendário copta                                                             | 1547 – 1548                          |
| Calendário etíope                                                            | 1823 – 1824                          |
| Calendários hindus - Vikram Samvat - Calendário nacional indiano - Cáli Iuga | 1886 – 1887 1752 – 1753 4931 – 4932  |
| Calendário Holoceno                                                          | 11831                                |
| Calendário islâmico                                                          | 1247 – 1248                          |
| Calendário judaico                                                           | 5591 – 5592                          |
| Calendário persa                                                             | 1209 – 1210 Início a 21 de março     |
| Calendário rúnico                                                            | 2081                                 |
| Calendário solar tailandês                                                   | 2374                                 |

1831 (MDCCCXXXI, na numeração romana)  foi um ano comum do século XIX do actual Calendário Gregoriano, da Era de Cristo, e a sua letra dominical foi B (52 semanas), teve início a um sábado e terminou também a um sábado.
| Ano completo                   |
| ------------------------------ |
| Ano comum com início ao sábado |

## Eventos
- Michael Faraday, de nacionalidade inglesa e Joseph Henry, dos Estados Unidos descobrem a "indução electromagnética" entre dois circuitos separados. A publicação dos trabalhos de Faraday em novembro de 1831, precedeu a de Henry em alguns meses.
- Fim do primeiro reinado de Choki Gyaltshen, Desi Druk do Reino do Butão, reinou desde 1823.
- Início do reinado de Dorji Namgyal, Desi Druk do Reino do Butão, reinou até 1832.
- Construção da Ermida de Nossa Senhora do Socorro, Biscoitos, em substituição de uma que datava de 1787 e que se mostrava inadequada dado o crescimento da população.[1]
- No Japão, uma loja de itens de algodão é aberta em Kyoto tornando-se posteriormente na Loja de departamentos Takashimaya.[2] foi fundada no princípio de oferecer uma experiência de compra caracterizada de oferecer a melhor qualidade e serviço.[3]

### Março
- 5 de março - Instituição da primeira escola de educação para jovens só do sexo feminino em Angra do Heroísmo, ilha Terceira, Açores.

### Abril
- 7 de abril - o imperador Pedro I do Brasil abdica para o filho Pedro II do Brasil.
- 7 de abril - decreto imperial nomeia José Bonifácio tutor dos príncipes do Império do Brasil.
- 7 de abril - A Assembleia Geral nomeia uma Regência Trina Provisória, cujos membros são: Marquês de Caravelas, Francisco de Lima e o Nicolau Pereira de Campos Vergueiro, dando início ao Período Regencial no Brasil.
- 14 de abril - Império do Brasil: O Hino Nacional Brasileiro é executado pela primeira vez.
- 17 de abril - Ordem ao destacamento das tropas da guarnição da Terceira para submeter as outras ilhas dos Açores.
- 17 de abril - Naufrágio de uma escuna da armada liberal que provinha da ilha do Pico, Açores.

### Maio
- 10 de maio - Desembarque das tropas liberais na ilha de São Jorge, Açores.

### Junho
- 23 de junho - Desembarque das tropas liberais na ilha do Faial, Açores.
- 27 de junho - Decreto da regência mandando cunhar moeda ("Malucos") na ilha Terceira, Açores.

### Julho
- 10 de julho - Aclamação do governo liberal na ilha Graciosa, Açores.
- 20 de julho - Aclamação do governo liberal na Vila de Santa Cruz da ilha das Flores, Açores.

### Agosto
- 1 de agosto - Tomada da ilha de São Miguel, Açores pelas tropas liberais.
- 2 de agosto - Aclamação do governo liberal em Ponta Delgada, ilha de São Miguel, Açores.
- 2 de agosto - Aclamação do governo liberal na ilha de Santa Maria, Açores.
- 18 de agosto- criada a Guarda Nacional, esvaziando o Exército brasileiro.

### Setembro
- 14 de setembro - Ocorre em Recife a "Setembrada", uma revolta de tropa da guarnição.

### Dezembro
- 13 de dezembro - Ocorre a Setembrada: é como ficou conhecido o levante ocorrido, durante o período regencial, no Maranhão e também em Pernambuco.
- 15 de dezembro - o presidente da Província de São Paulo, Brigadeiro Rafael Tobias de Aguiar, se reuniu com o Conselho da Presidência e assinou o documento criando a Guarda Municipal Permanente (atual Polícia Militar).
- 27 de dezembro - Charles Darwin embarca no HMS Beagle para a sua viagem ao redor do globo, observando a fauna e a flora da América do Sul e principalmente das ilhas Galápagos.

## Nascimentos
- 15 de fevereiro - Adolf Deucher, foi Presidente da Confederação suíça em 1886 (m. 1912)
- 24 de fevereiro - Príncipe Hohenlohe, político alemão (m. 1901)
- 3 de abril - Adelaide de Löwenstein-Wertheim-Rosenberg, princesa de Löwenstein-Wertheim-Rosenberg, m. 1909.
- 7 de maio - Richard Norman Shaw, arquitecto britânico (m. 1912)
- 13 de junho - James Clerk Maxwell, físico britânico (m. 1879)
- 30 de julho - Helena Blavatsky, teósofa e escritora russa (m. 1891)
- 12 de agosto - Helena Petrovna Blavatsky, fundadora da Sociedade Teosófica (m. 1891).
- 29 de agosto - Bezerra de Menezes, médico, espírita e deputado brasileiro (m. 1900).
- 18 de setembro - Antônio Manuel Correia de Miranda, militar (m. 1903).
- 6 de outubro - Richard Dedekind, matemático alemão (m. 1916).
- 29 de outubro - Othniel Charles Marsh, paleontólogo estado-unidense (m. 1899)
- 19 de novembro - José Evaristo Uriburu, presidente da Argentina de 1895 a 1898 (m. 1914).
- 1 de dezembro - Maria Amélia de Bragança, princesa do Brasil, (m. 1853).
- 12 de dezembro - Ernesto do Canto, historiador, bibliófilo e político açoriano (m. 1900).
- 14 de dezembro - Arsenio Martínez-Campos Antón, foi primeiro-ministro da Espanha (m. 1900).

## Mortes
- 27 de junho - Sophie Germain, matemática francesa (n. 1776).
- 14 de novembro - Georg Wilhelm Friedrich Hegel, filósofo alemão (n. 1770)

## Por tema
- 1831 no Brasil
- 1831 na ciência
- 1831 no jornalismo
- 1831 na literatura
- 1831 na música